# Bo Hedberg
Bo Lage Torsten Hedberg, född 23 februari 1944 i Karlshamn, död 30 november 2012 på Lidingö, var en svensk professor i företagsekonomi.
Bo Hedberg, som var uppvuxen i Nybro, studerade vid nuvarande Handelshögskolan vid Göteborgs universitet. Han disputerade där 1971 och blev docent året därpå. Han var research fellow vid International Institute of Management i Berlin 1973–1974, gästprofessor vid University of Wisconsin 1974–1975 och vid London School of Economics 1976 samt professor vid Arbetslivscentrum 1977–1984. Han var vice VD för Svenska sparbanksföreningen 1984–1991 och VD för Sparbankernas service AB 1986–1989. 1986–1988 var han adjungerad professor vid Umeå universitet och från 1990 var han professor vid Stockholms universitet.
Han var gift från 1978 med direktör Birgitta Johansson-Hedberg (född 1947). I ett tidigare äktenskap blev han far till journalisten Kristina Hedberg.